# Un fantasma mattacchione
Un fantasma mattacchione (Jeepers Creepers) è un cortometraggio animato del 1939 con protagonista Porky Pig della serie Looney Tunes. In Italia è stato trasmesso anche col titolo Pallino contro il Fantasma Giallo.

## Trama
Porky Pig veste i panni di un poliziotto e viene incaricato di investigare a proposito di una casa stregata infestata da un fantasma giocherellone, che si diverte a fare scherzi e a spaventare il vicinato. Lo stesso Porky è vittima dei suoi tiri mancini, e alla fine è talmente spaventato da scappare via dalla casa; sgommando in auto, imbratta di fumo il suo nemico facendolo diventare nero.

## Produzione
Nel 1990 il cartone animato, originariamente in bianco e nero, fu restaurato e ricolorato; fu fatta la curiosa scelta di dare al fantasma una colorazione gialla. Nella stessa occasione furono tagliati gli ultimi 30 secondi, lasciando incompleta la scena finale: in origine, il fantasma diventava nero a causa del fumo emesso dall'auto di Porky, per poi fare un'imitazione di Eddie Anderson.
Al giorno d'oggi, i canali televisivi che trasmettono il cartone scelgono spesso di mandare in onda l'edizione integrale, senza censurare la blackface.

## Adattamento italiano
In Italia il cartone animato fu doppiato e distribuito ufficialmente solo nel 1990, lo stesso anno della riedizione a colori e censurata, col titolo Pallino contro il Fantasma Giallo. Curiosamente, nel primo adattamento veniva specificato che il coprotagonista/antagonista non fosse un vero fantasma, ma un ladro che indossava una lunga veste gialla. Nel ridoppiaggio del 2000 è stata invece ripristinata la storia originale.

## Riferimenti da altre opere
- Il titolo originale Jeepers Creepers è un'esclamazione in slang americano, traducibile come "Santo cielo!" ma anche "Che spavento!". Riprende anche il nome di una canzone di Johnny Mercer dell'anno prima[4], che viene cantata dal fantasma.
- Alcune scene riprendono delle gag apparse nel cortometraggio Disney Topolino e i fantasmi, del 1937.
- In una scena, Porky sale a rotta di collo per le scale e si ritrova tra le braccia del fantasma senza accorgersene; quando scappa via giù per le stesse scale si ritrova di nuovo tra le braccia del fantasma. Questa è una citazione di Le ultime volontà dello zio (The Case of the Stuttering Pig), dell'anno 1937, nel quale accadeva esattamente la stessa cosa con un mostro simile a Mr Hyde.